# Viktor Gres
Viktor Gres (russisk: Виктор Степанович Гресь) (født 29. juni 1939 i Khrustalnyj i Sovjetunionen) er en sovjetisk filminstruktør, manuskriptforfatter og skuespiller.

## Filmografi
- Novyje prikljutjenija janki pri dvore korolja Artura (Новые приключения янки при дворе короля Артура, 1988)[1][2]